# Adolf von Bodelschwingh
Adolf von Bodelschwingh (* im 15. Jahrhundert; † 14. Februar 1541) war Domherr in Münster.

## Leben

### Werdegang und Wirken
Adolf von Bodelschwingh entstammte dem rheinisch-westfälischen Adelsgeschlecht von Bodelschwingh, aus dem zahlreiche namhafte Persönlichkeiten hervorgegangen sind. Er war der Sohn das Ernst von Bodelschwingh (Drost zu Lünen) und dessen Gemahlin Sophia von der Horst zu Horst, studierte in Köln und wurde im Jahre 1508 Domherr in Münster. Seine Wahl zum Propst von St. Martini fiel auf den 14. August 1510. Er war Amtmann zu Lüdinghausen und in dieser Eigenschaft in den Dokumenten oftmals erwähnt. Am 21. Februar 1526 erhöhte er die Pfandsumme für Lüdinghausen, die dem Bischof zustand, von 9000 auf 9900 Goldgulden. Adolf wurde beim Überfall der münsterschen Täufer auf Telgte gefangen genommen. Er war auch Mitglied des Domkalands und Stifter des Kreuzaltars unter dem Lettner im Dom zu Münster.

### Sonstiges
Adolf lebte mit seiner Magd Anna ten Ulenbrock in einem Konkubinat, aus dem der Sohn Ernst stammte.